# Selaginella cirrhipedoides
Selaginella cirrhipedoides là một loài dương xỉ trong họ Selaginellaceae. Loài này được Griseb. mô tả khoa học đầu tiên năm 1858.
Danh pháp khoa học của loài này chưa được làm sáng tỏ. 